# The Line of Beauty
The Line of Beauty is een driedelige Britse dramaserie die voor het eerst werd uitgezonden op 17 mei 2006 op BBC Two. De miniserie werd geregisseerd door Saul Dibb en is gebaseerd op de gelijknamige roman uit 2004 van Alan Hollinghurst.

## Verhaal
De dramaserie behandelt in het Thatcher-tijdperk onderwerpen als homoseksualiteit, liefde, drugs en de klassenstrijd, door middel van het verhaal over de jonge homoseksuele Nick Guest uit een bescheiden familie, die onlangs is afgestudeerd uit Oxford en te gast is in het herenhuis van de familie Fedden.

## Rolverdeling
| Acteur               | Personage        |
| -------------------- | ---------------- |
| Dan Stevens          | Nick Guest       |
| Tim McInnerny        | Gerald Fedden    |
| Hayley Atwell        | Catherine Fedden |
| Alice Krige          | Rachel Fedden    |
| Christopher Fairbank | Barry Groom      |

## Afleveringen
| Nr. | Titel                               | Regisseur | Schrijver     | Originele uitzenddatum |
| --- | ----------------------------------- | --------- | ------------- | ---------------------- |
| 1   | "The Love Chord"                    | Saul Dibb | Andrew Davies | 17 mei 2006            |
| 2   | "To Whom Do You Beautifully Belong" | Saul Dibb | Andrew Davies | 24 mei 2006            |
| 3   | "The End of the Street"             | Saul Dibb | Andrew Davies | 31 mei 2006            |

## Prijzen en nominaties
| Jaar | Prijs                           | Categorie        | Ontvangstnemer(s)                     | Uitslag     |
| ---- | ------------------------------- | ---------------- | ------------------------------------- | ----------- |
| 2007 | Broadcasting Press Guild Awards | Beste dramaserie | Andrew Davies, Saul Dibb & Kate Lewis | Genomineerd |